# Franziska Baernreither
Franziska C. Baernreither (* 3. März 1857 in Linz; † 30. November 1927 ebenda) war eine österreichische Malerin und Schriftstellerin. Sie schrieb unter dem Pseudonym Erlen.

## Leben
Sie wurde als Tochter eines Kaufmanns in Linz geboren. Ihre erste künstlerische Ausbildung erhielt sie in der Linzer Zeichenschule von Gustav Schaller, welcher seit 1855 an der Linzer Realschule als Lehrer für Freihandzeichnen und Modellieren tätig war. In Venedig und Wien setzte sie ihre Studien an den Akademien der bildenden Künste fort. Später war sie in den Ateliers von Pietro Galter und Eugen von Blaas tätig.
Franziska Baernreither malte vor allem Landschaften und auch Porträts, wobei sie sich speziell Motiven aus Venedig, Linz, Grein und dem Salzkammergut widmete.
Ab 1891 begann sie auch stadtgeschichtliche und andere literarische Werke zu verfassen, unter anderem gab sie 1904 das Buch Veronika. Ratschläge für Haushälterinnen in einem geistlichen Hause heraus.

## Schriften
- 1891: Geschichte der Martinskirche
- 1894: Bonfilia oder gutgemeinte Worte an katholische Töchter
- 1903: Mutterliebe, oder Pflichten und Fehler in der Erziehung
- 1904: Veronika. Ratschläge für Haushälterinnen in einem geistlichen Hause
- 1904: Electa der Wahrheit, Gedanken über Bildung, Wissenschaft und Religion für die gebildete Frauenwelt
- 1904: Freu’ dich in Ehren! Meiner jungen Freundin aus dem Volke
- 1906: Das Kapuzinerkloster zu Linz
- 1924: Mittelstandt-Kochbuch. Ein Behelf, um billig und doch nahrhaft zu kochen

## Ehrung
Im Jahr 2003 wurde im Linzer Stadtteil Pichling eine Straße nach ihr benannt. Der Baernreitherweg mündet in die Neufelderstraße und ist eine Verlängerung der Schranglstraße.